# Otto Klinger

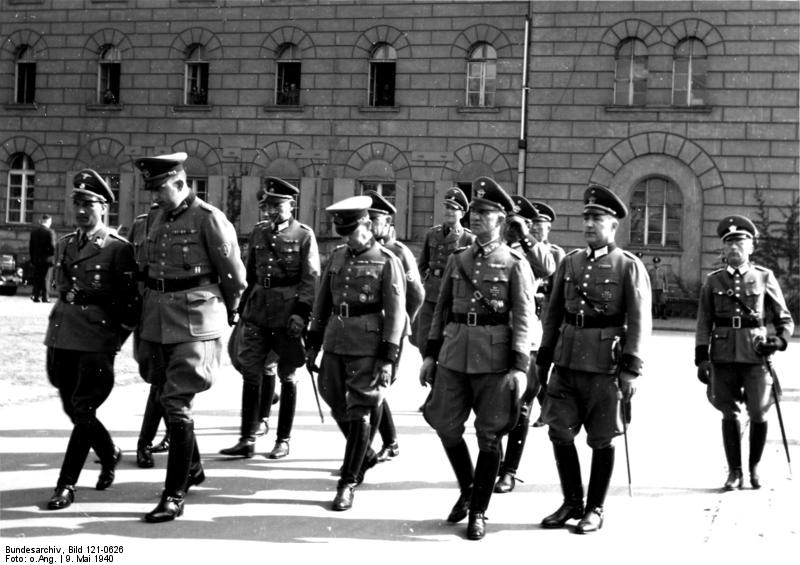
Verabschiedung eines Reservebataillons 9 nach Norwegen, 9. Mai 1940; v. links SS Gf. August Heißmeyer (allg. SS); Gen. Kurt Daluege; Ol. Eberhard Herf; Gen. Adolf von Bomhard [?]; Gen.mj. Otto Klinger.

Ernst Otto Klinger (* 25. April 1886 in Hohnstein; † 26. Juni 1966 in Usseln) war ein deutscher Polizeioffizier, zuletzt Generalleutnant der Polizei und SS-Gruppenführer im Zweiten Weltkrieg.

## Leben
Klinger war der Sohn eines Brauereibesitzers. Er besuchte die Volksschule in seiner Heimatstadt und von 1901 bis 1907 das Lehrerseminar in Dresden-Plauen. Anschließend leistete er seinen Militärdienst als Einjährig-Freiwilliger bei der Sächsischen Armee ab und war danach als Lehrer in Kötzschenbroda und Dresden tätig. Anschließend nahm er ab August 1914 durchgehend mit dem Königlich Sächsischen Infanterie-Regiment Nr. 177 am Ersten Weltkrieg teil, zuletzt als Kompanie- und Bataillonsführer. Nachdem er bereits beiden Klassen des Eisernen Kreuzes erhalten hatte, wurde er am 1. November 1917 mit dem Ritterkreuz des Militär-Sankt-Heinrichs-Ordens beliehen.
Nach seiner Entlassung aus der Armee im Januar 1919 trat er in Dresden in die Truppenpolizei ein, war ab 1921 zunächst bei der Gendarmerie-Direktion Dresden und leitete von 1923 bis 1928 eine Gendarmerie-Abteilung. Anschließend wurde er in das Polizeipräsidium Chemnitz versetzt, leitete in den beiden darauffolgenden Jahren in Plauen eine Polizei-Anwärter-Inspektion und war von 1930 bis 1933 Gendarmerie-Abschnittskommandeur in Chemnitz.
Nach der Machtergreifung der Nationalsozialisten trat er in die Sächsische Landespolizei ein und war von 1933 bis 1935 Kommandeur der Landespolizeischule in Meißen. Danach wechselte er zur Schutzpolizei und erhielt eine Anstellung als Sachbearbeiter im Sächsischen Innenministerium mit Dienstsitz Dresden. Zum 1. Mai 1937 trat er der NSDAP bei (Mitgliedsnummer 5.550.129). Von Anfang August 1937 bis Ende Mai 1939 war er Inspekteur der Ordnungspolizei (IdO) beim Oberpräsidium der Provinz Brandenburg. Zwischenzeitlich wurde er am 20. April 1939 im Rang eines SS-Standartenführers in die Schutzstaffel (SS-Nummer 337.820) übernommen und gehörte als SS-Führer dem Stab des SS-Oberabschnitts Ost/Spree an. Von Juni 1939 bis zu seiner Verabschiedung in den Ruhestand wegen Dienstunfähigkeit am 14. September 1944 war er als Nachfolger von Jürgen von Kamptz Kommandeur der Schutzpolizei in Berlin. Zugleich stand er der Polizeisportgemeinschaft Berlin vor.
Seit Dezember 1930 war er mit Charlotte Runge (* 30. April 1897) verheiratet.

## Auszeichnungen
| Klingers Militär-, Polizei- und SS-Dienstgrade                          | Klingers Militär-, Polizei- und SS-Dienstgrade |
| Datum                                                                   | Rang                                           |
| ----------------------------------------------------------------------- | ---------------------------------------------- |
| April 1915                                                              | Leutnant                                       |
| 1. April 1920                                                           | Polizeioberleutnant                            |
| 1. April 1921                                                           | Hauptmann der Gendarmerie                      |
| 1. August 1930                                                          | Major der Gendarmerie                          |
| 1. Dezember 1933                                                        | Oberstleutnant der Landespolizei               |
| September 1937                                                          | Oberst der Schutzpolizei                       |
| 20. April 1939                                                          | SS-Standartenführer                            |
| 1. September 1939                                                       | SS-Oberführer                                  |
| 20. April 1940                                                          | SS-Brigadeführer                               |
| 20. April 1940 (mit Wirkung vom 1. November 1939)                       | Generalmajor der Polizei                       |
| 9. November 1943 (mit Wirkung vom 10. August 1943)                      | SS-Gruppenführer                               |
| 14. Dezember 1943 (mit Wirkung vom 1. August 1943 bzw. 1. Oktober 1943) | Generalleutnant der Polizei                    |

- Kriegsverdienstkreuz II. und I. Klasse mit Schwertern[4]
- Komturkreuz des Ungarischen Verdienstordens[4]
- Komturkreuz des Bulgarischen Zivilverdienstordens[4]
- Ritterkreuz II. Klasse des Albrechts-Ordens[4]
- Ritterkreuz II. Klasse des Sächsischen Verdienstordens[4]
- Julleuchter der SS[4]
- Totenkopfring der SS[4]
- SS-Ehrendegen[4]